# Vale da Mula
Vale da Mula is een plaats (freguesia) in de Portugese gemeente Almeida en telt 237 inwoners (2001).